# Johan II av Pfalz-Zweibrücken
Johan II av Pfalz-Zweibrücken, född 1584, död 1635, son till Johan I av Pfalz-Zweibrücken och Magdalena av Jülich-Cleve-Berg, var en tysk hertig. Han var Pfalzgreve vid Rhen i det historiska hertigdömet Pfalz-Zweibrücken i sydvästra Tyskland, i nuvarande Rheinland-Pfalz.
Gift 1) med Katarina av Rohan, dotter till René II av Rohan och Catherine de Parthenay. Begravd i Alexanderskyrkan i Zweibrücken tillsammans med sin första hustru.
Barn:
1. Magdalena av Pfalz-Zweibrücken, född 1607, död 1648, gift med Kristian I av Birkenfeld-Bischweiler.

Gift 2) med Louise Juliana av Pfalz, född 1594, död 1640, dotter till Fredrik IV av Pfalz-Simmern och Louise Juliana av Oranien. 
Barn:
1. Katarina av Pfalz-Zweibrücken (1615-1651) född 1615, död 1651, gift med Wolfgang Wilhelm av Pfalz-Neuburg